# Roy Hegreberg

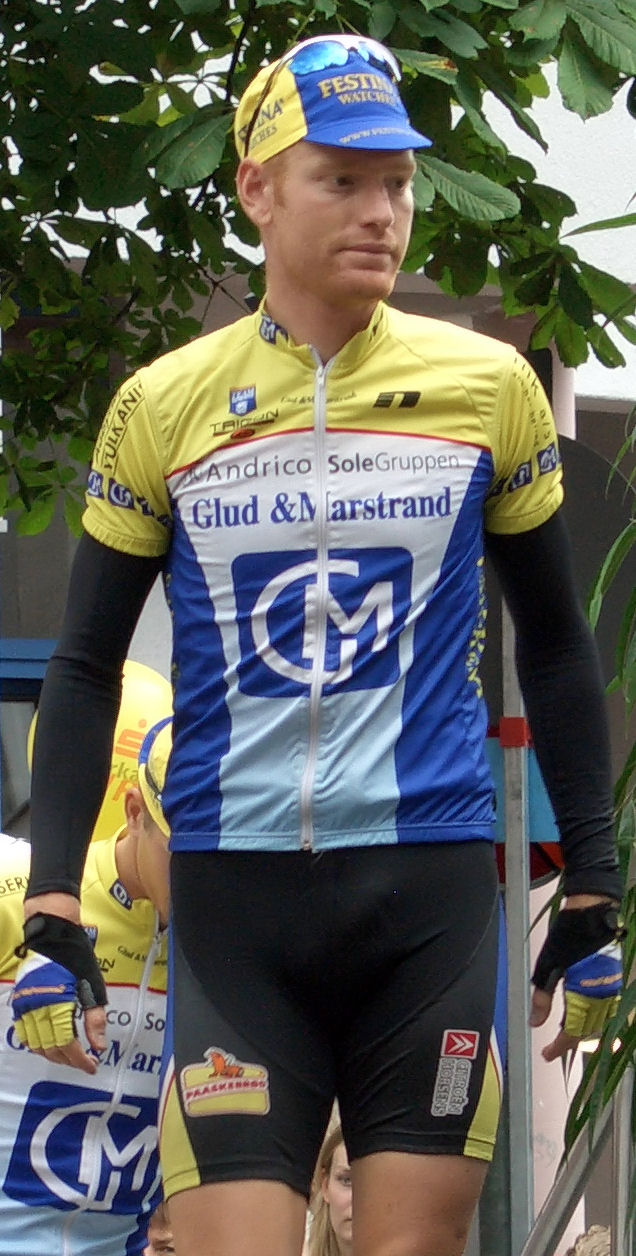
Roy Hegreberg

Roy Hegreberg (25 maart 1981) is een Noors voormalig wielrenner die tussen 2004 en 2011 als professional fietste. Hij is de jongere broer van Morten Hegreberg. Na zijn actieve loopbaan werd Hegreberg koersdirecteur van de Noorse etappekoers Tour des Fjords.

## Palmares
2005
5e etappe Ringerike GP
2010
1e etappe Ronde van de Pyreneeën